# Dicranomyia (Dicranomyia) variabilis
Dicranomyia (Dicranomyia) variabilis is een tweevleugelige uit de familie steltmuggen (Limoniidae). De soort komt voor in het Australaziatisch gebied.